# 石田穣一
石田 穣一（いしだ じょういち、1928年3月8日 - 2023年1月17日）は、日本の元裁判官で、沖縄キリスト教短期大学教授なども務めた。鉄道愛好家としても知られ、ゆたか はじめの筆名による著書もある。

## 概要
東京市神田区に生まれる。父・石田寿、祖父・石田精一はともに裁判官で、穣一が少年であった1936年から1937年にかけて、父は広田弘毅の首相秘書官を務めていた。
旧制・成蹊高等学校（20回生）卒業。
1951年に東京大学法学部卒業後、裁判官となり、東京地方裁判所、那覇地方裁判所長、宇都宮家庭裁判所、東京高等裁判所勤務を経て、福岡高等裁判所長官、東京高等裁判所長官を歴任し、1993年に退官した。東京高等裁判所判事であった1984年には、柏の少女殺し事件差戻審で裁判長として少年側の保護処分取消申立てを棄却した。1987年には永山則夫連続射殺事件の差戻控訴審で東京高裁の裁判長として被告人・永山則夫に控訴棄却の判決（第一審・東京地裁の死刑判決を支持）を言い渡したが、これは石田が在職中に言い渡した唯一の死刑判決であった。
退官後、那覇市へ移住し、1993年から2000年まで沖縄キリスト教短期大学保育科教授となり、この間1995年から1999年まで沖縄県行政オンブズマンを務めた。
2000年、春の叙勲において勲一等瑞宝章を受けた。
なお、父・寿や幼少時の穣一ら家族の姿が撮影されたプライベートフィルムが、NHKで2013年9月27日に放送された首都圏スペシャル「おもいで映画館」で紹介された。
2023年1月17日午前10時55分、病気のため那覇市の病院で死去。94歳没。死没日付をもって正三位に叙された。

## 鉄道趣味
国内の鉄道全線を完乗している。
個人コレクションであった図書類、時刻表類、駅弁関係資料、写真資料などは、沖縄キリスト教学院大学に寄贈され、「石田穰一＜鉄道資料コレクション＞」として公開されている。
また、判事時代に弁護士、検事など法曹界の鉄道好きサークル「法曹レールクラブ」を発足、代表にあたる指導運転士に就任。引退後も、同部に在籍している。
こちらのサークルは機関紙発行、定期列車（定例会）、臨時列車（会員旅行）の開催を実施している。
福岡高等裁判所長官に赴任したときは、もともと飛行機で福岡まで向かう予定だったが、鉄道趣味が高じて本人の希望により急遽鉄道を使って福岡に赴任することになったため、赴任旅費やスケジュール管理等の面で事務局サイドが迷惑したという逸話が残っている。
東京都文京区の自宅は「鉄道趣味」をとりいれた家になっていて、某百貨店設計士が手掛けた。後に、沖縄へ移住したため、こちらには長男夫婦とその息子が住んでいる。
ちなみに長女は沖縄でレストランを経営している。
2016年10月15日放送の「出没!アド街ック天国～山の手のグルメ散策 茗荷谷偏」で、東京の自宅と沖縄のコレクションの一部が紹介された。このとき、本人が電話出演した。

## 主な著作
- 霞が関周辺における昼食の実証的研究
- 沖縄の心を求めて、ひるぎ社（おきなわ文庫 15）、1984年

### ゆたか はじめ 名義
- 奥の細道海の広道、ひるぎ社、1995年
- 自分を輝かせてみませんか : 公開ユンタク講座、ボーダーインク、1997年
- 硝子窓の男 : エッセイチャンプルー、沖縄コロニー、1999年
- 沖縄に電車が走る日、ニライ社、2000年
- 広田弘毅の笑顔とともに : 私が生きた昭和、弦書房、2010年